# Rasa d'Anglerill
La Rasa d'Anglerill és un torrent afluent per la dreta del Riu Negre, al Solsonès.

## Descripció
D'orientació predominant cap als 8 minuts del rellotge, s'inicia al vessant nord de la Serra de Bàlius. Durant els primers 700 metres del seu curs és una séquia. El seu curs transcorre íntegrament pel terme municipal de Clariana. A poc més d'un quilòmetre del seu inici deixa a la dreta la masia d'Anglerill que li dona nom. Més endavant deixarà Borrelles a menys de 400 metres de la seva riba esquerra i l'Obac a poc més de 150 metres de la riba dreta. Desguassa al Riu Negre a 230 metres al sud de l'església parroquial de Sant Serni de Clariana.

## Perfil del seu curs
| Recorregut (en m.) | Altitud (en m.) | Pendent |
| ------------------ | --------------- | ------- |
| 0                  | 740             | -       |
| 500                | 710             | 6,0%    |
| 1.00               | 669             | 8,2%    |
| 1.500              | 634             | 7,0%    |
| 2.000              | 605             | 5,8%    |
| 2.500              | 582             | 4,6%    |
| 3.000              | 566             | 3,2%    |
| 3.500              | 543             | 4,6%    |
| 4.000              | 528             | 3,0%    |
| 4.500              | 514             | 2,8%    |
| 5.000              | 495             | 3,8%    |
| 5.500              | 475             | 4,0%    |
| 6.000              | 463             | 2,4%    |
| 6.376              | 454             | 2,4%    |

## Xarxa hidrogràfica
La xarxa hidrogràfica de la rasa d'Anglerill està integrada per un total de 35 cursos fluvials dels quals 22 són subsidiaris de 1r nivell, 11 ho són de 2n nivell i 1 ho és de 3r nivell.
La totalitat de la xarxa suma una longitud de 19.560 m.
| Codi del corrent fluvial | Coordenades del seu origen                                    | longitud (en metres) |
| ------------------------ | ------------------------------------------------------------- | -------------------- |
| Rasa d'Anglerill         | 41° 54′ 33.46″ N, 1° 35′ 1.508″ E / 41.9092944°N,1.58375222°E | 6.376                |
| E1                       | 41° 53′ 42.18″ N, 1° 34′ 47.87″ E / 41.8950500°N,1.5799639°E  | 409                  |
| D1                       | 41° 53′ 39.18″ N, 1° 34′ 59.83″ E / 41.8942167°N,1.5832861°E  | 408                  |
| E2                       | 41° 53′ 46.96″ N, 1° 34′ 42.06″ E / 41.8963778°N,1.5783500°E  | 668                  |
| E2·E1                    | 41° 53′ 49.24″ N, 1° 34′ 41.95″ E / 41.8970111°N,1.5783194°E  | 227                  |
| E2·E2                    | 41° 53′ 59.24″ N, 1° 34′ 45.75″ E / 41.8997889°N,1.5793750°E  | 88                   |
| D2                       | 41° 53′ 43.55″ N, 1° 35′ 11.74″ E / 41.8954306°N,1.5865944°E  | 518                  |
| E3                       | 41° 54′ 2.988″ N, 1° 34′ 50.61″ E / 41.90083000°N,1.5807250°E | 546                  |
| D3                       | 41° 54′ 0.102″ N, 1° 35′ 17.53″ E / 41.90002833°N,1.5882028°E | 369                  |
| D4                       | 41° 53′ 55.98″ N, 1° 35′ 24.91″ E / 41.8988833°N,1.5902528°E  | 1.164                |
| D5                       | 41° 53′ 56.16″ N, 1° 35′ 31.17″ E / 41.8989333°N,1.5919917°E  | 1.362                |
| D5·D1                    | 41° 54′ 2.440″ N, 1° 35′ 50.14″ E / 41.90067778°N,1.5972611°E | 402                  |
| D5·D1·D1                 | 41° 54′ 7.974″ N, 1° 35′ 50.24″ E / 41.90221500°N,1.5972889°E | 402                  |
| E4                       | 41° 54′ 19.75″ N, 1° 34′ 57.57″ E / 41.9054861°N,1.5826583°E  | 811                  |
| E4·D1                    | 41° 54′ 17.40″ N, 1° 35′ 1.233″ E / 41.9048333°N,1.58367583°E | 67                   |
| E4·E1                    | 41° 54′ 30.64″ N, 1° 35′ 8.666″ E / 41.9085111°N,1.58574056°E | 171                  |
| E4·E2                    | 41° 54′ 31.26″ N, 1° 35′ 21.65″ E / 41.9086833°N,1.5893472°E  | 104                  |
| E5                       | 41° 54′ 32.84″ N, 1° 35′ 27.55″ E / 41.9091222°N,1.5909861°E  | 187                  |
| E6                       | 41° 54′ 33.93″ N, 1° 35′ 32.81″ E / 41.9094250°N,1.5924472°E  | 146                  |
| D6                       | 41° 54′ 18.01″ N, 1° 35′ 53.98″ E / 41.9050028°N,1.5983278°E  | 543                  |
| D6·D1                    | 41° 54′ 25.18″ N, 1° 35′ 55.41″ E / 41.9069944°N,1.5987250°E  | 190                  |
| D6·E1                    | 41° 54′ 21.07″ N, 1° 35′ 41.35″ E / 41.9058528°N,1.5948194°E  | 229                  |
| D7                       | 41° 54′ 34.15″ N, 1° 35′ 57.10″ E / 41.9094861°N,1.5991944°E  | 313                  |
| E7                       | 41° 54′ 43.91″ N, 1° 35′ 31.53″ E / 41.9121972°N,1.5920917°E  | 553                  |
| E7·D1                    | 41° 54′ 49.41″ N, 1° 35′ 40.26″ E / 41.9137250°N,1.5945167°E  | 128                  |
| E8                       | 41° 54′ 53.67″ N, 1° 35′ 43.29″ E / 41.9149083°N,1.5953583°E  | 284                  |
| E9                       | 41° 54′ 52.05″ N, 1° 35′ 48.55″ E / 41.9144583°N,1.5968194°E  | 130                  |
| D8                       | 41° 54′ 42.79″ N, 1° 35′ 59.52″ E / 41.9118861°N,1.5998667°E  | 265                  |
| D9                       | 41° 54′ 49.50″ N, 1° 36′ 7.443″ E / 41.9137500°N,1.60206750°E | 277                  |
| D10                      | 41° 54′ 55.22″ N, 1° 36′ 19.39″ E / 41.9153389°N,1.6053861°E  | 296                  |
| D11                      | 41° 54′ 58.26″ N, 1° 36′ 32.90″ E / 41.9161833°N,1.6091389°E  | 304                  |
| D12                      | 41° 55′ 4.851″ N, 1° 36′ 48.86″ E / 41.91801417°N,1.6135722°E | 272                  |
| D12·E1                   | 41° 55′ 4.851″ N, 1° 36′ 48.86″ E / 41.91801417°N,1.6135722°E | 155                  |
| D13                      | Xarxa de la Rasa de l'Obac                                    | 1.476                |

### Vessants
|                  | nombre de subsidiaris | Longitud total (en m.) |
| ---------------- | --------------------- | ---------------------- |
| Vessant dret     | 19                    | 8.665                  |
| Vessant esquerre | 15                    | 4.519                  |